# Isotropia
Isotropia vol dir "independent de la direcció". (l'etimologia és a l'arrel grega  ἴσος  [isos], equitatiu o igual, i  τρόπος  [trops], mitjà, espai de lloc, adreça). El contrari d'isotropia és l'anisotropia.
En física, la isotropia, és la característica dels cossos les propietats físiques dels quals no depenen de la direcció. És a dir, es refereix al fet que certes magnituds vectorials commensurables, donen resultats idèntics amb independència de la direcció escollida per a aquesta mesura.
Quan una determinada magnitud no presenta isotropia diem que presenta  anisotropia.
Es diu doncs que és isòtropa aquella propietat física que no depèn de la direcció en què s'avalua. Per exemple, una radiació isòtropa té la mateixa intensitat independentment de quina direcció es mesuri.
En matemàtiques, la  isotropia  es refereix a una propietat geomètrica d'invariància en una varietat diferenciable.
La transició isotroponemàtica, en alguns composts (la majoria orgànics) és el pas d'una fase fluida isòtropa a una fase fluida anisòtropa, en la que les molècules estan disposades paral·lelament entre elles, però amb els centres de massa estan distribuïts a l'atzar.